# Match Point
Match Point és una pel·lícula de Woody Allen de 2005. Destaca per ser la primera pel·lícula que el cineasta no filma a la seva ciutat natal, Nova York, sinó que va rodar-la a Anglaterra. Entre el repartiment destaca Scarlett Johansson, que va prendre el paper que originalment faria Kate Winslet, al rebutjar-lo aquesta última "per a passar més temps amb la seva família". Ha estat doblada al català.

## Argument
Match Point explica la història de Chris Wilton, extennista professional que troba feina de monitor en un club d'alt nivell al cor de Londres.
Molt de pressa, fa amistat amb Tom Hewett, un dels membres del club amb qui comparteix la passió per l'òpera i la música clàssica.
Chris coneix la germana de Tom, Chloé, així com la seva promesa, l'actriu americana Nola Rice.
D'aquesta trobada naixerà un idil·li amb Chloé, alhora que Chris mantindrà una molt forta relació amb Nola.
Aquest engranatge amorós i viciós acabarà de manera tràgica per a un d'ells.

## Repartiment
- Scarlett Johansson: Nola Rice
- Jonathan Rhys-Meyers: Chris Wilton
- Emily Mortimer: Chloé Hewett-Wilton
- Matthew Goode: Tom Hewett
- Brian Cox: Alec Hewett
- Penelope Wilton: Eleanor Hewett
- Ewen Bremner: l'agent de policia Dowd
- James Nesbitt: el detectiu Banner
- Rupert Penry-Jones: Henry
- Paul Kaye: l'agent de policia
- Simon Kunz: Rod Carver
- Geoffrey Streatfeild: Alan Sinclair
- Steve Pemberton: el detectiu Parry
- Morne Botes: Michael
- Rose Keegan: Carol
- Eddie Marsan: Reeves
- Miranda Raison: Heather
- Zoe Telford: Samantha
- Alexander Armstrong: Mr. Townsend
- Janis Kelly: la cantant de 'La Traviata'
- Alan Oke: un des cantants de 'La Traviata'
- Philip Mansfield: el servent
- Mary Hegarty: un des cantants de 'Rigoletto'
- John Fortune: John, el xofer personal de Chris
- Patricia Whymark: l'operadora telefònica
- Margaret Tyzack: Nicole Eastby, la veïna de Nola
- Scott Handy: un amic dels Hewett
- Emily Gilchrist: una amiga dels Hewett
- Selina Cadell: Margaret
- Georgina Chapman: la col·lega de Nola
- Colin Salmon: Ian, el veí de Mme Eastby
- Toby Kebbell: el policia

## Banda sonora original
La banda original està constituïda de deu gravacions antigues d'àries d'Òpera, en els moments de gran intensitat del guió, i d'actuacions en viu, intercalant-se al llarg de la pel·lícula. Les àries, la meitat de les quals són interpretades per Enrico Caruso, són extretes d'òperes de Verdi, Donizetti, Bizet, Carlos Gomes, Andrew Lloyd Webber i Gioachino Rossini. Heus aquí el detall:
- Una furtiva llàgrima, extreta de L'elisir d'amore, òpera de Gaetano Donizetti. Intèrpret: Enrico Caruso.
- Un dì felice, eterea, extreta de La Traviata, òpera de Giuseppe Verdi. Intèrprets: Alan Oke; Tim Lole, piano.
- Mal reggendo all'aspro assalto, extreta de Il trovatore, òpera de Giuseppe Verdi. Intèrpret: Enrico Caruso.
- Mi par d'udir ancora, extreta de I Pescatori di Perle, òpera de Georges Bizet. Intèrpret: Enrico Caruso.
- Mia piccirella, extreta de Salvator Rosa, òpera de Carlos Gomes. Intèrpret: Enrico Caruso.
- Gualtier Malde !.. Caro nome, extreta de Rigoletto, òpera de Giuseppe Verdi. Intèrprets: Mary Hegarty; Tim Lole, piano.
- Arresta, extreta de Guillaume Tell, òpera de Gioachino Rossini. Intèrprets: Janez Lotric i Igor Morozov.
- Desdemona, extreta d'Otello, òpera de Giuseppe Verdi. Intèrprets: Janez Lotric i Igor Morozov
- I Believe My Heart, extreta de The Woman in White, comèdia musical d'Andrew Lloyd Webber, llibret de David Zippel. Intèrpret: Martin Crewes
- O figli, o figli miei !, extreta de Macbeth, òpera de Giuseppe Verdi. Intèrpret: Enrico Caruso.

## Al voltant de la pel·lícula
- La pintura d'una noia amb una pilota vermella que es pot veure sobre el mur que Chris està vorejant ha estat realitzada per Banksy, un artista londinenc especialitzat en graffitis.
- El paper de Nola Rice havia de ser interpretat per l'actriu Kate Winslet, però va desistir finalment per poder passar més temps amb la seva família.[4]

## Localitzacions
Bona part de la pel·lícula està rodada a Londres, i inclou localitzacions com el Queens Tennis Club, la Royal Opera House, la Saatchi Gallery, els Curzon Mayfair Cinemas, el Royal Court Theatre, el Tate Modern, la boutique Paul & Joe, el pub The Audley, el Palace Theatre i la Brasserie Max.

## Guardons[5]

### Premis
- Premis Goya a la millor pel·lícula europea el 2006

### Nominacions
- Oscar al millor guió original
- Globus d'Or a la millor pel·lícula dramàtica
- Globus d'Or a la millor direcció
- Globus d'Or al millor guió
- Globus d'Or a la millor actriu secundària per Scarlett Johansson
- César a la millor pel·lícula estrangera